# 元斌之
元斌之（？—？），字子爽，河南郡洛阳县（今河南省洛阳市东）人，魏文成帝拓跋濬曾孫，北魏平北将军、侍中、尚书左仆射、安乐武康王元诠之子，北魏宗室、官员。

## 生平
元斌之个性险恶没有操行，粗鲁暴躁。孝昌三年（527年）四月，元斌之讨伐东郡，斩杀谋反的民变首领赵显德。同年七月，元斌之的哥哥元鑒占据鄴城叛變向葛榮投降，朝廷派遣都督源子雍、李神轨、裴衍讨伐邺城，源子雍行軍至湯陰時，元鑒派元斌之夜袭源子邕的军营，没能取胜。元斌之投靠葛榮，葛榮敗亡后，元斌之歸降朝廷。
魏孝武帝元修即位後，元斌之被当做心腹委任，出任左卫将军、骠骑将军，永熙三年二月壬午（534年3月29日），魏孝武帝封左卫将军元斌之为颍川王。當年（534年）七月，高欢进军洛阳，魏孝武帝亲自统领军队驻扎在河桥防守，派侍中领军斛斯椿、行台长孙稚和大都督元斌之镇守虎牢，汝阳王元暹镇守石济，行台长孙子彦统帅前任恒农郡太守元洪略镇守陕，贾显智和斛斯元寿镇守滑台讨伐蔡隽。元斌之与斛斯椿互相争权关系不好，元斌之遗弃斛斯椿不防守军镇，他回到洛阳欺骗魏孝武帝说：“高欢的军队已经到了！”魏孝武帝立即轻骑向西投奔宇文泰。元修西撤後，元斌之与右将军李檦在成皐和高歡軍隊作戰，兵败后逃往南梁。大统二年（536年），元斌之通过西魏都督李延孙的帮助护卫返回长安，后官至尚书令，去世后，朝廷赠予太尉，谥号武襄。

## 家庭

### 夫人
- 宋娘，北魏吏部尚书宋弁孫女，後成为高澄的妾[23][24]

### 兒子
- 元世鐸，潁川王世子[25]